# Мерседес Лекі
Мерседес Річі Лекі (англ. Mercedes Ritchie Lackey, нар. 24 червня 1950) — американська письменниця-фантастка. Лекі є автором понад 140 книг в жанрі фентезі та наукової фантастики. Вона пише в середньому 5,5 романів на рік. Її називали однією з «найуспішніших письменників фантастики усіх часів».  За внесок до фантастики оголошена лауреатом премії «Гросмейстер фантастики» за заслуги перед жанром (2022)
Чимало її романів і трилогій взаємопов'язані та події в них відбуваються у світі Вельгарта, переважно в країні Вальдемар та навколо неї. Її романи Вальдемара включають взаємодію людських та нелюдських головних героїв з багатьма різними культурами та соціальними звичаями.
Інший її головний світ дуже схожий на наш, але він включає підпільну популяцію ельфів, магів, вампірів та інших міфічних істот. Книги Барда Бедлама описують молоду людину з силою творити магію через музику; книги Серірового краю — про ельфів, що ведуть гоночні автомобілі; і трилери «Діана Трегард» зосереджуються на Віккан, який бореться зі злом.
Вона також опублікувала кілька романів, що являють собою переробку відомих казок, створених в середині 19 — початку 20 століття, в яких магія справжня, хоча і прихована від мирського світу. Ці романи досліджують питання екології, соціального класу та гендерних ролей.

## Передумови
Лекі народилася в Чикаго, народження якої завадила батькові закликати його служити в Корейській війні.
Вона проводить свою зустріч з науковою фантастикою у віці 10 чи 11 років, коли забрала у батька копію «Агента Веги»» Джеймса Шміца. Потім вона прочитала «Володаря звірів» Андре Нортон і «Володаря грому» і продовжувала читати всі твори Нортона. У Лекі були труднощі з отриманням достатньо цікавих книг з публічної бібліотеки, щоб задовольнити її пристрасть до читання. Вона писала для себе, але без реального напрямку чи мети, поки не відвідала університет Пердю. Лекі закінчив Перді в 1972 році.
Перебуваючи в Пердю, вона брала участь у класі з незалежної літератури з англійської літератури з професором, який був фанатом наукової фантастики. Він допоміг їй проаналізувати книги, які їй сподобалися, а потім використати ці знання. Тоді Лекі стикався з фанатською фантастикою, що ще більше заохочувало її писати. Вона почала публікувати роботу у фанзинах наукової фантастики, а потім відкрила фільм і мала кілька текстів фільму, опублікованих Off Centaur Publications.

## Професійні продажі
Лекі продала історію «Меч і чарівниця», а потім продала переписану історію в журнал «Фантазія книг». Її перший продаж був Друзям Дарковера.
Вона познайомилася з Керолайн Дж. Черрі через фільм, і вона наставила її під час написання серії «Стріли». За цей час Маріон Циммер Бредлі включила свої повісті до антології; і Черрі допомогла Лекі через 17 переписань «Стріл». За цей час вона стверджує, що писала так багато, що взагалі не мала соціального життя. Вона розлучилася з Тоні Лекі, і врешті вийшла заміж за Ларрі Діксона.

### Ставлення до фанфікшену

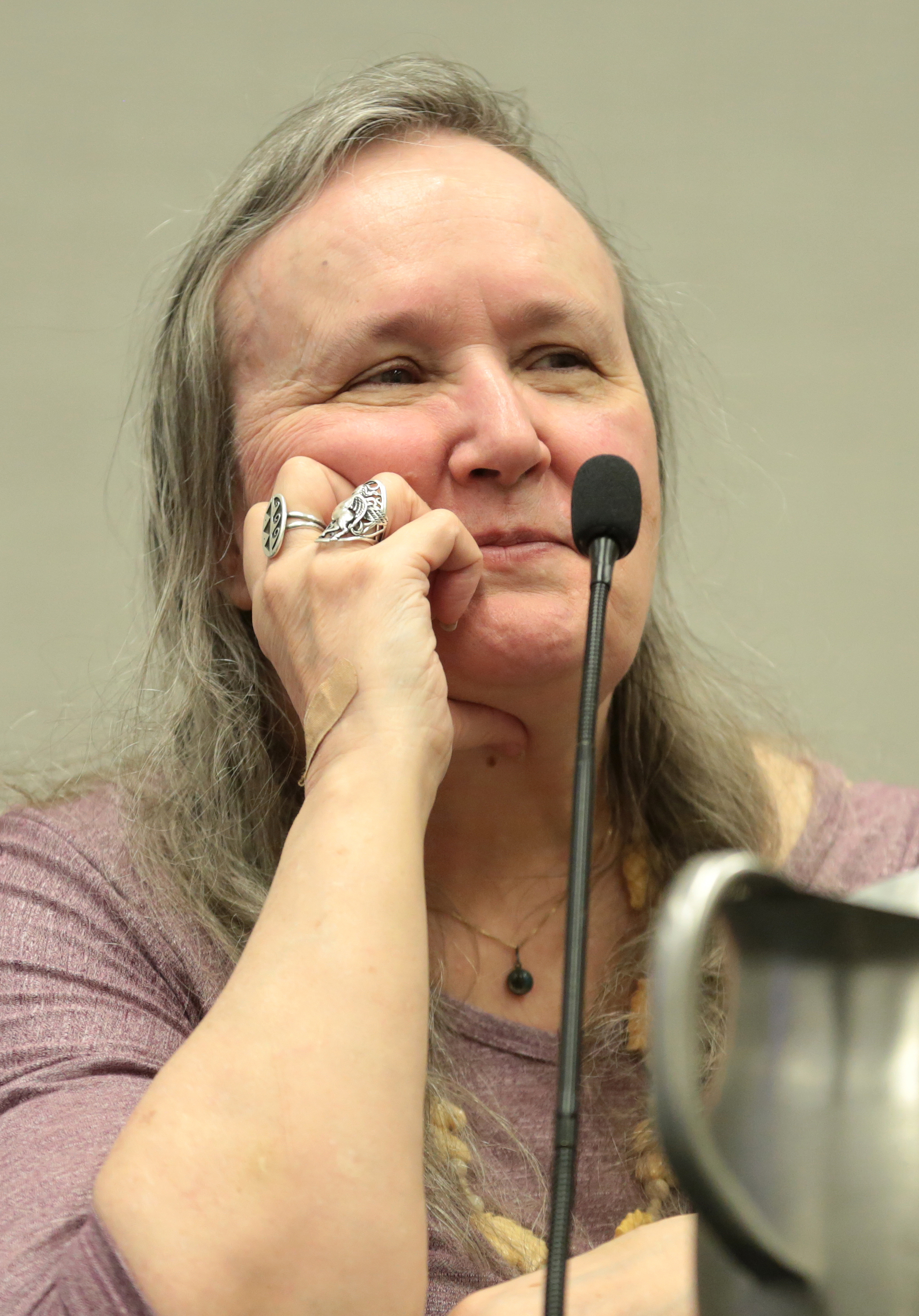
Lackey на Phoenix Comic Fest 2018

Незважаючи на те, що сама почала свій творчий шлях як авторка фанфікшену, Лекі та її агент протягом багатьох років забороняли писати фанфікшн, що базується на її книгах, незалежно від того, поширюється він в Інтернеті чи офлайн. Лекі заявила на своєму вебсайті, що це було пов'язано зі справою фанатів Меріон Зіммер-Бредлі 1992 року, коли фанат звинувачував Бредлі в копіюванні його роботи і вимагав компенсації та винагороди. За кілька років політика Лекі дозволила створювати фанфікшн для поширення в режимі офлайн, але лише в тому випадку, якщо автор отримав форму звільнення від Мерседес Лекі, яка заявила, що автор визнав, що вони використовують символи, які належать Лекі, і що робота автора по суті стала власністю Mercedes Lackey, щоб запобігти " що порушує моє право заробляти на життя власною уявою ". З 2009 року ця політика змінилася, що дозволило ліцензувати фанфікшн як похідну вигадку під парасолькою Creative Commons.

## Особисте життя
Лекі живе зі своїм чоловіком Ларрі Діксоном за межами Тулси, штат Оклагома. Вона описує це як «двоповерховий бетонний купол з восьмигранною дерев'яною оболонкою над ним, щоб він був схожий на звичайний будинок … він круглий із вигнутими зовнішніми стінами, що робить розміщення меблів таким чином незграбним».

### Інші інтереси
Лекі і Діксон в минулому працювали в реабілітації раптора. Вона називає своїх різних папуг своїми «пернатими дітьми». Післямова до деяких її книг стосується реабілітації та сокола, і цей інтерес вплинув і сповістив її написання. Також вона насолоджується бісероплетінням, костюмами та рукоділлям. Однак вона стверджує, що є «нещасною економою, і за великим рахунком байдужою кухаркою». Крім того, вона робить радіолокаційне читання під час сезону торнадо. Вона допомагає підтримувати Фонд Алекса.
Лейкей активний у ляльковій спільноті ляльок. Їй належить кілька ляльок, багато з яких вона налаштувала за подобами своїх персонажів.
Історично склалося, що Лекі був активним у спільноті зйомок. Вона була головним учасником раннього альбому космічного фільму «Мінус десять» та «Підрахунок». Вона виграла п'ять нагород Пегаса, в основному за написання пісень. Вона також була активною в Товаристві творчого анахронізму і належить до Великої Темної Орди.
Вона бере участь у серіалі «Зоряна гільдія», опублікованому Phoenix Pick. Серія поєднує авторів-бестселерів, як Лекі, з менш відомими авторами в науковій фантастиці та фантазії, щоб забезпечити додаткову видимість для них.
Лекі виявила себе гравцем масово багатокористувацької рольової гри «Місто героїв» разом зі своїм чоловіком і тестям. Вона розкрила свою особу на форумі, що належить гравцям, щоб об'єднати зусилля, щоб врятувати сервери від закриття.
Лекі працює в Інтернеті на форумі питань і відповідей Quora, відповідає на питання про письмовій формі, птахів, домашніх тварин, поточні події та політику, і має свою сторінку в інтернеті.